# Murgrönsmöja
Murgrönsmöja (Ranunculus hederaceus) är en växtart i familjen ranunkelväxter. 

## Synonymer
Batrachium hederaceum (L.) Gray
Ranunculus hederifolius Salisb. nom. illeg.
Ranunculus papillatus Dulac nom. illeg.